# ولاية ماردين

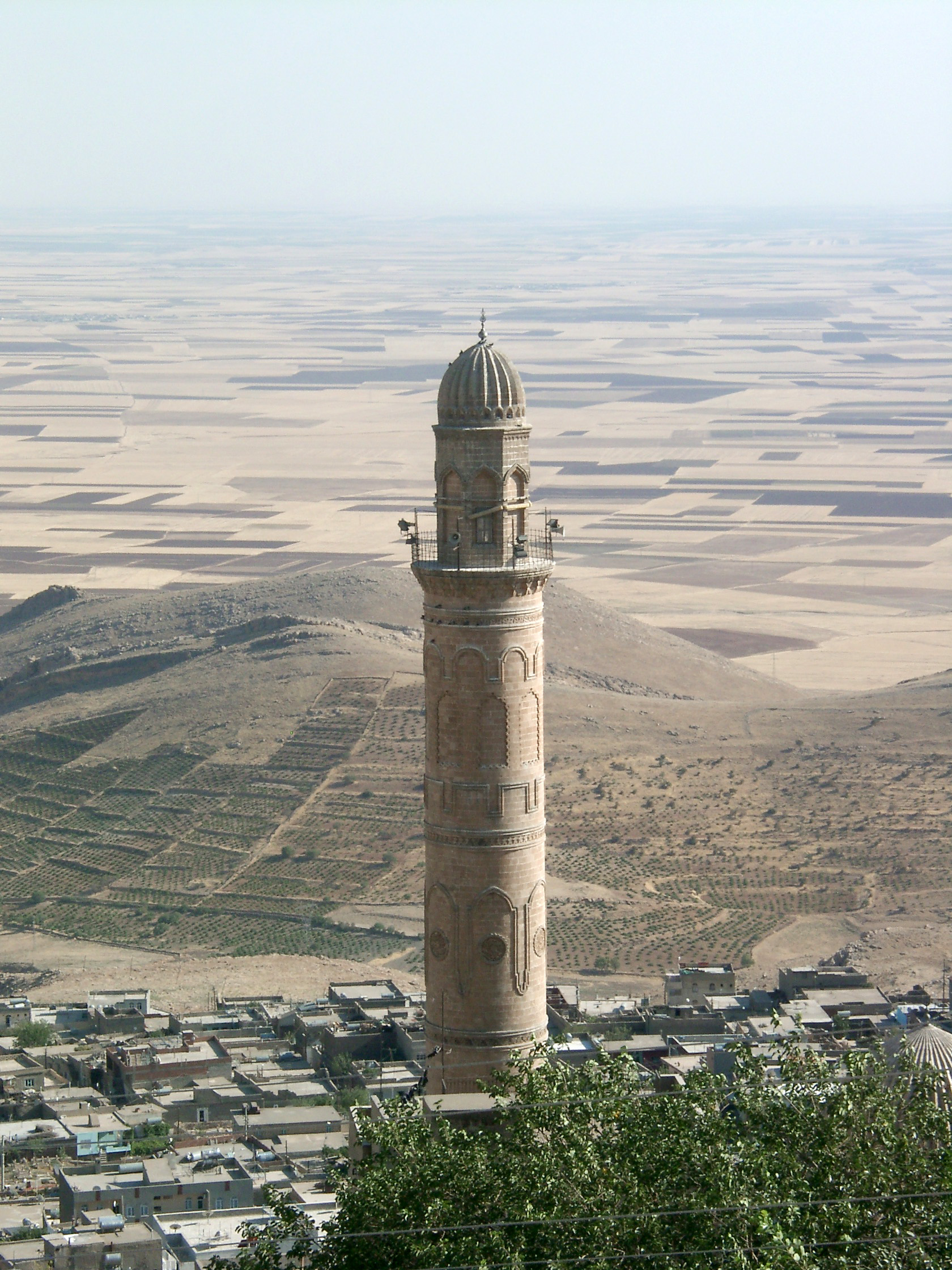
إطلالة من مدينة ماردين على سهول ما بين النهرين

وِلَايَةُ مَارِدِين (بالتركية: ماردین ولایت/Mardin ili) ولاية في تركيا على الحدود مع سوريا، يبلغ عدد سكانها 862.757 نسمة بحسب معهد الإحصاء التركي لعام 2022، بانخفاض طفيف عن عدد السكان البالغ 835.173 في عام 2000. عاصمتها مدينة ماردين الواقعة على الحد الفاصل بين الأناضول وبلاد ما بين النهرين، ويسكنها اليوم بشكل رئيسي الكُرد والأتراك والعرب.

## التركيبة السكانية
سكان الولاية مزيج عرقي من الكرد والعرب والسريان والكلدان والأرمن. يتبع الكرد والعرب المذهب الشافعي، وهناك عدد قليل من السكان المسيحيين الآشوريين المتبقيين. أظهرت دراسة حديثة من عام 2013 أن الكرد يشكلون الأغلبية في ولاية ماردين إجمالا بنسبة 58% بينما يشكل العرب 40% من سكان الولاية. وترتفع نسبة العرب إلى 49% في مدينة ماردين، و 48% في مديات، بينما يشكل الكرد 49% في المدينتين.

### العلاقات الاجتماعية
كانت العلاقات الاجتماعية بين العرب والأكراد صعبة تاريخياً بسبب العداء والتحامل والصور النمطية، ولكنها تحسّنت في السنوات الأخيرة. العرب مع الآشوريين لم يشاركوا في الصراع التركي الكردي، ووُصف موقف الجماعتين بأنه «خاضع» للدولة التركية، مما خلق عدم ثقة بينهم وبين الأكراد. كان الأكراد ينظرون إلى العرب على أنهم جواسيس للدولة. بدأ العرب يفقدون سيطرتهم على مدينة ماردين في 2010 وفاز حزب السلام والديمقراطية الكردي برئاسة بلدية ماردين في الانتخابات البلدية التركية 2014. كانت مدينة ماردين تحكمها في السابق أحزاب موالية للدولة يدعمها عرب محليون.
على الرغم من العلاقات الصعبة، انضمت عائلات العربية إلى القضية الكردية منذ ثمانينيات القرن الماضي، ويوجد سياسيون عرب وآشوريون من ماردين في حزب الشعوب الديمقراطي بما في ذلك ميتات سنكار وفيبروني أكيول.
تنتشر القرى العربية في ماردين في المنطقة الواقعة جنوب غرب طور عبدين غرب الطريق الواصل بين مدياد ونصيبين وجنوب الطريق بين مدياد والصور. إلى الشمال من هذا الطريق، تختلط القرى العربية بالكردية.

### اللغة
في أول تعداد تركي في عام 1927، كانت اللغة الكردية اللغة الأولى لـ 60.9% ومن السكان، فيما كانت العربية اللغة الأولى لـ 28.7%. وقد احتلّت اللغة التركية المرتبة الثالثة بنسبة 6.6%. في تعداد عام 1935، ظلّت الكردية والعربية اللغتين الأكثر استخدامًا لـ 63.8% و 24.9% من السكان، وظلّت التركية ثالث أكبر لغة عند 6.9%. [13] في تعداد عام 1945، بلغت نسبة الكردية 66.4%، والعربية 24.1%، والتركية 5.6%. في عام 1950، كانت الأرقام 66.3% و 23.1% و 7.5% للكردية والعربية والتركية على التوالي.  في آخر تعداد سكاني تركي في عام 1965، ظلّت اللغة الكردية أكبر لغة يتحدث بها 71% من السكان، بينما ظلت اللغة العربية ثاني أكبر لغة بنسبة 20%، والتركية بنسبة 8.9%.

### الدين

كنيسة سريانية قديمة في مدينة مديات المدينة الثانية في الولاية

في الكتاب السنوي العثماني لعام 1894-1895، كان عدد سكان ولاية ديار بكر يبلغ 34361 نسمة، وكان 75.8% منهم يعتنقون الإسلام. كانت أكبر أقلية دينية هي الآشوريون الأرثوذكس الذين شكّلوا 9.9% من السكان، يليهم الأرمن الكاثوليك بنسبة 8.3%، والآشوريون الكاثوليك بنسبة 3.4%، والبروتستانت 1.6%، والكلدان بنسبة 0.9%. شكّل المسلمون 90.5% من السكان في عام 1927، بينما بلغ المسيحيون من مختلف الطوائف 3.1%، واليهود 0.3%. في عام 1935، كان المسلمون يُشكّلون 91.2% من السكان، بينما ظلّ المسيحيون ثاني أكبر أقلية بنسبة 5.3%. انخفض عدد السكان اليهود إلى 72 فردًا من 490 عام 1927. في عام 1945، كان 92.1% من السكان مسلمين، بينما كان المسيحيون 3.8% من السكان. وبلغت النّسب 93.2% و 6.8% عام 1955. في عام 1960، شكّل المسلمون 93.7% والمسيحيون 6.3%. وبلغت النّسب 91.9% و 5.7% عام 1965.
وتُشير التقديرات إلى أن 25.000 من أعضاء الكنيسة الأرثوذكسية المشرقية الآشورية ما زالوا يعيشون في المحافظة عام 1979. بقي 4000 آشوري فقط في المحافظة في عام 2020، معظمهم هاجر إلى أوروبا أو إسطنبول منذ الثمانينيات.

## التاريخ
يأتي اسم ماردين من الكلمة السريانية (ܡܶܪܕܺܝܢ)، ومعناها الحصن.
أول حضارة معروفة في المنطقة كانت السوبارتو، ثم خلفهم الحوريون في 3000 قبل الميلاد. سيطر العيلاميون حوالي عام 2230 قبل الميلاد، وتبعهم البابليون والحثيون والآشوريون والرومان والبيزنطيون.
في حين تقلّص وجود الأشوريين المحليين بسبب مذابح سيفو والصراعات بين الأكراد والأتراك، فإنّهم يحتفظون باثنين من أقدم الأديرة في العالم، هما دير الزعفران ودير مار كبرئيل. يتركز المجتمع المسيحي في هضبة طور عبدين وفي بلدة مديات، مع مجتمع أصغر (حوالي 200) في عاصمة المحافظة. بعد تأسيس تركيا، كانت المقاطعة هدفًا لسياسة التتريك، وإزالة معظم آثار التراث غير التركي.

### المفتشية العامة
في عام 1927، تم إنشاء مكتب المفتش العام الذي يحكم بالأحكام العرفية. أُدرجت المقاطعة في المفتشية العامة الأولى (بالتركية: Birinci Umumi Müfettişlik) التي حكمها المفتش العام. امتدّ ولاية المفتشية العامة على محافظات هكاري وسعرد وفان وماردين وبدليس وأورفة ومعمورة العزيز وديار بكر. حلت المفتشية العامة في عام 1952 أثناء حكومة الحزب الديمقراطي. وضعت محافظة ماردين أيضًا ضمن منطقة عسكرية أوسع في عام 1928، وكان دخول المنطقة محظورًا على الأجانب حتى عام 1965.

### حالة الطوارئ
في عام 1987، تم تضمين المقاطعة في منطقة الحكم الإقليمي لحالة الطوارئ (بالتركية: Olağanüstü Hâl Bölge Valiliği). في نوفمبر 1996، تم إلغاء لائحة الطوارئ.

## الوضع الاقتصادي
البطالة والفقر هما من المشاكل الجادة في ولاية ماردين، وسببتا هجرة غزيرة من هذه الولاية إلى غرب وشمال تركيا. ومع هذا فإن انخفاض وتيرة العنف السياسي فيها تزامنت مع إقامة عدة مشاريع لفائدة السكان، كإقامة مطار جديد هناك للأغراض المدنية وأيضا تحسين حالة الأوتوستراد الدولي.[بحاجة لمصدر]

## المناطق
تنقسم ولاية ماردين إلى 10 مناطق (المنطقة الرئيسية بالخط العريض):
- ماردين (المنطقة المركزية، أعيد تسميتها باسم أرتوقلو (ماردين) في عام 2014)
- داركجيد
- دريك
- دنيصر
- مازيداغي
- مديات
- نصيبين
- معسرتة
- صور
- رشمل

## معرض صور

الآثار الإسلامية في ولاية ماردين
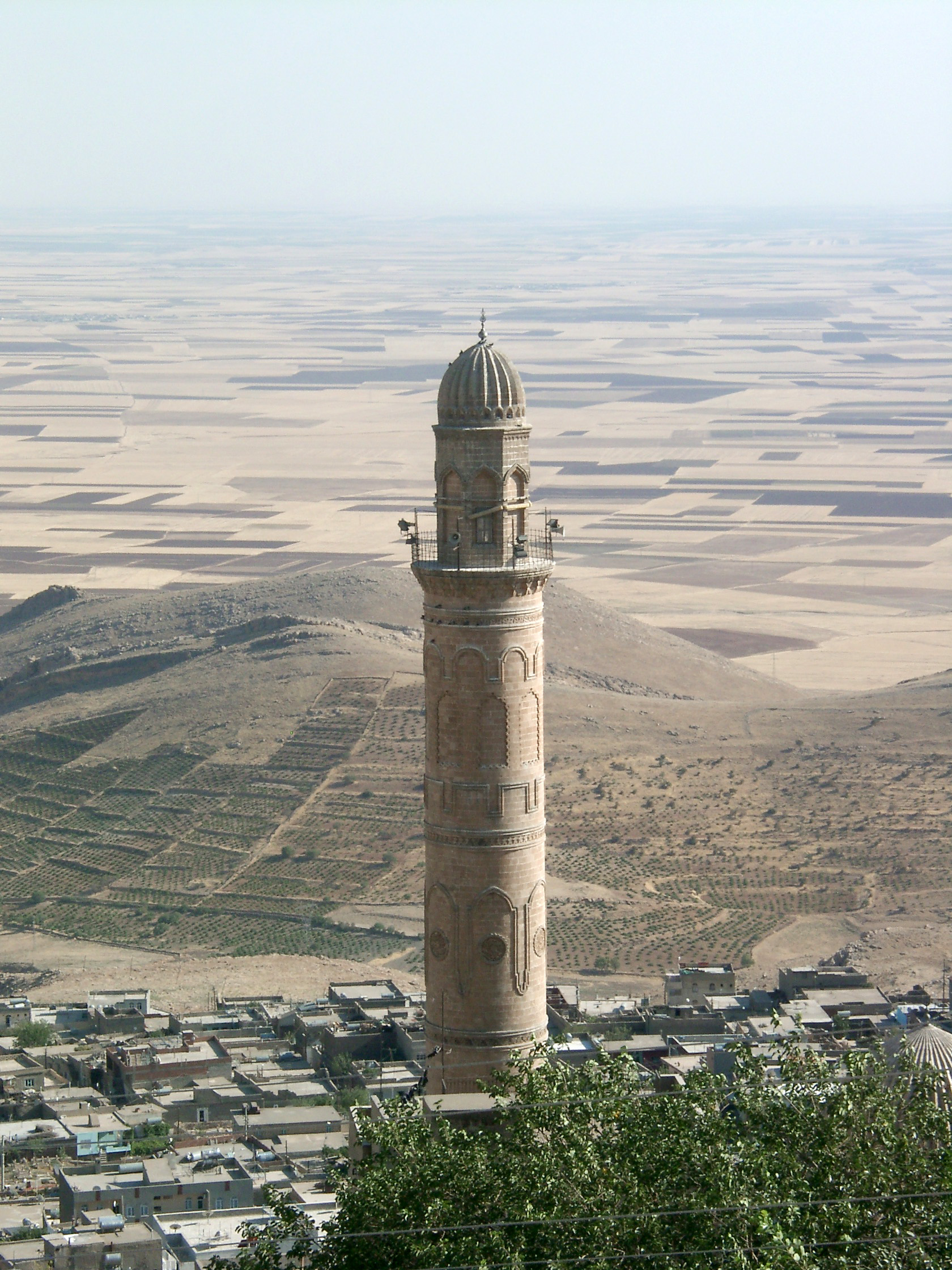
مئذنة الجامع الكبير في ماردين (القرن الثاني عشر)
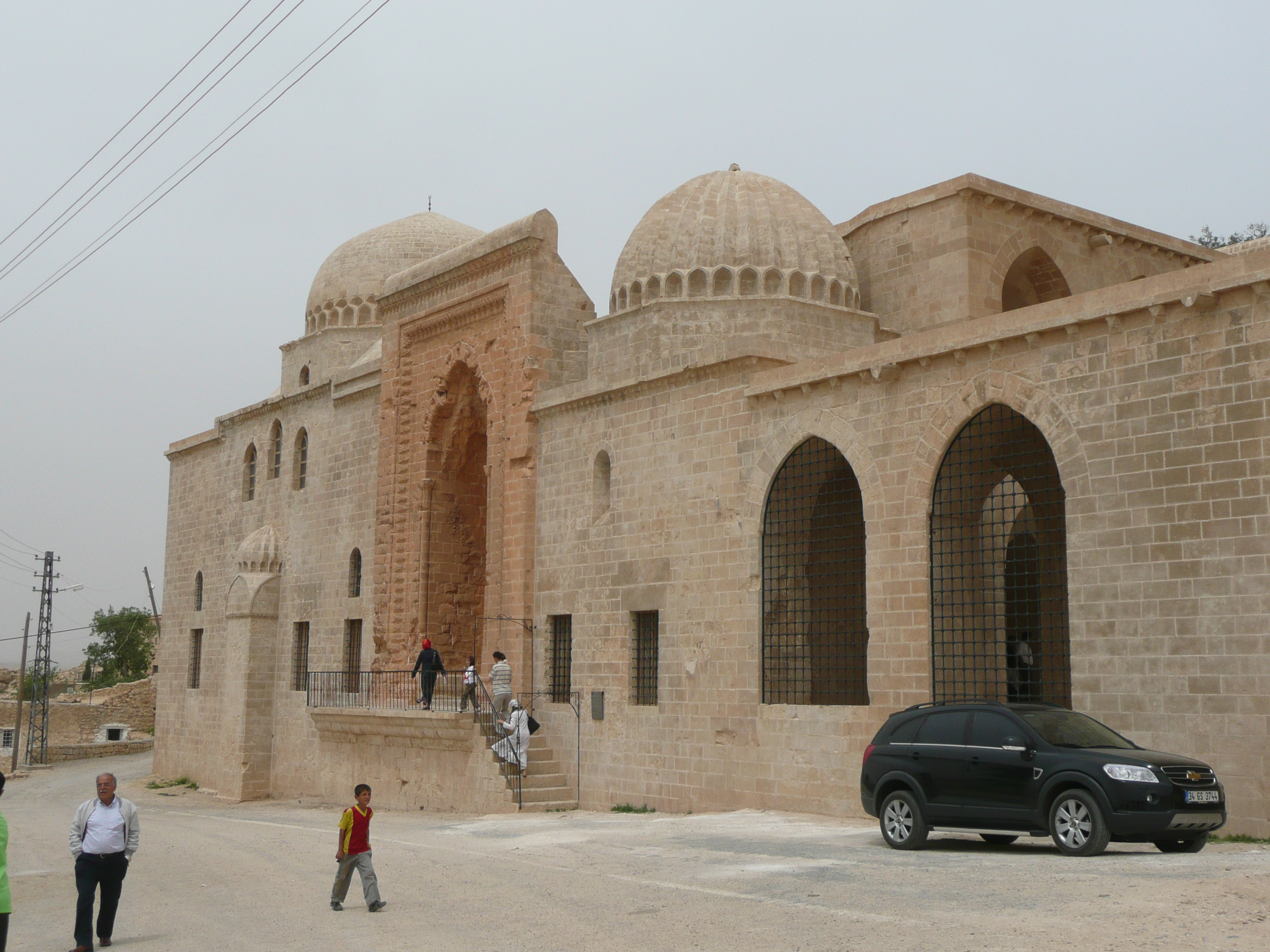
المدرسة القاسمية (القرن الرابع عشر)
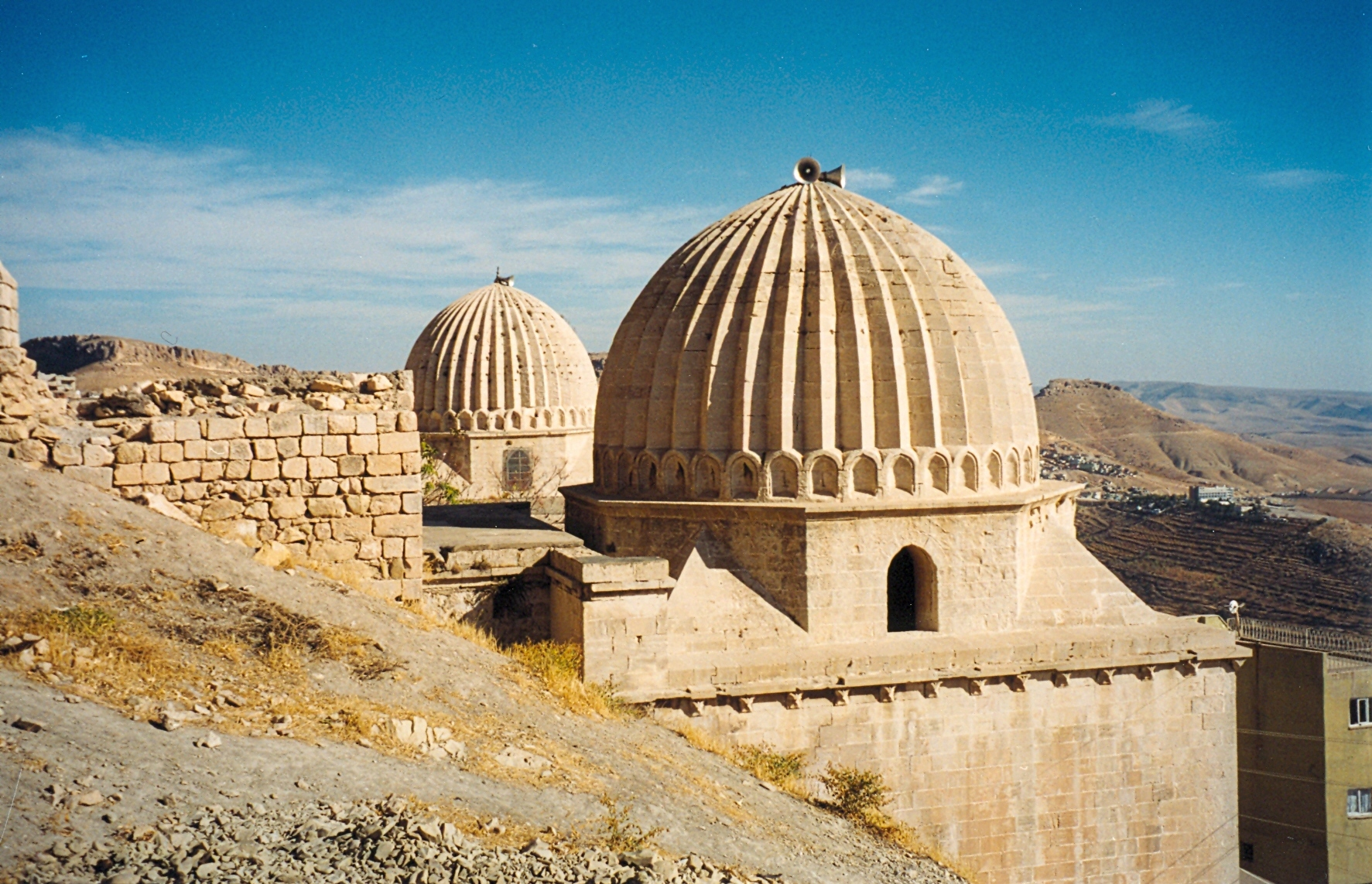
مدرسة زينجيرلي (القرن الرابع عشر)
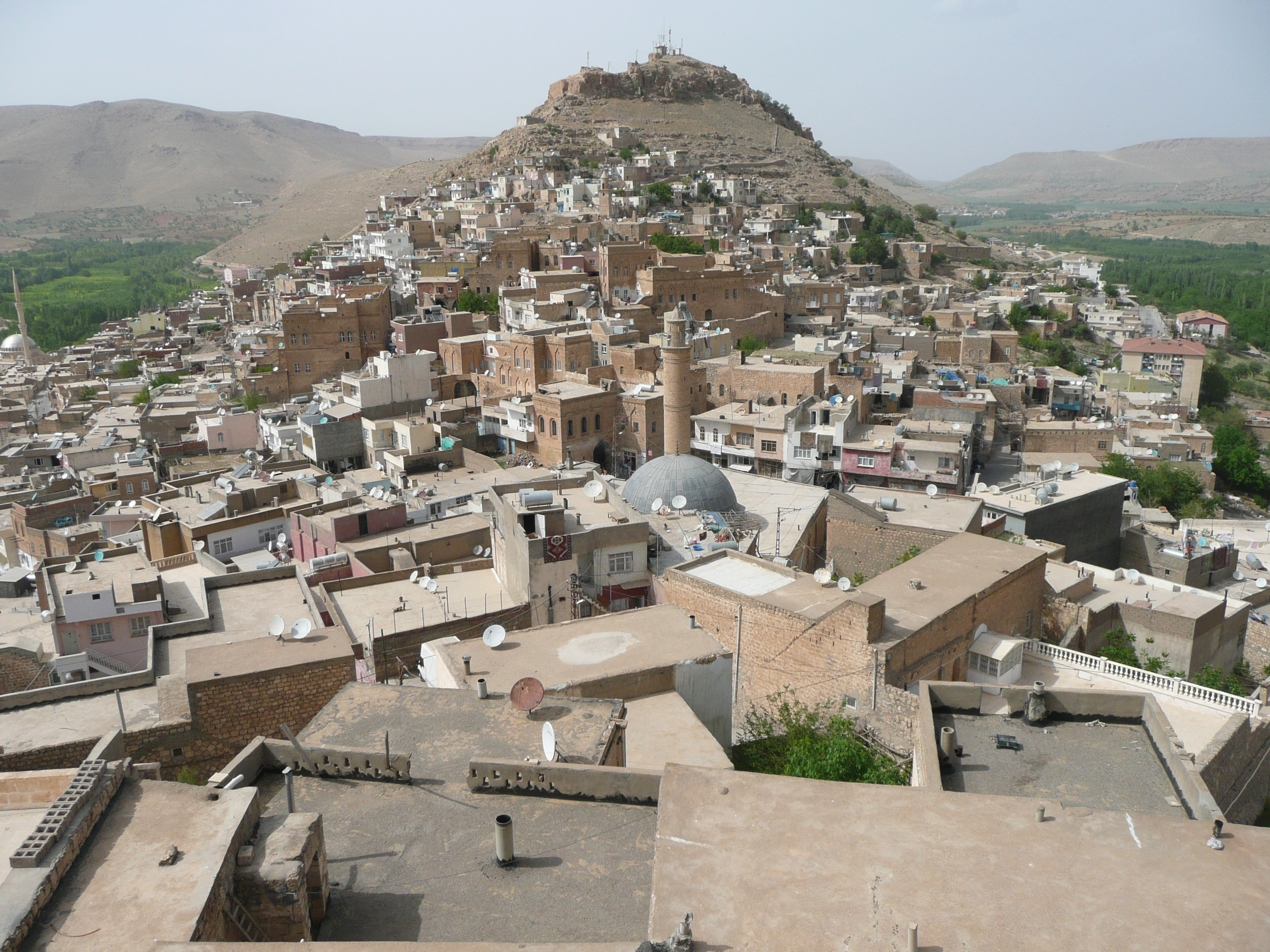
منظر من صور والمسجد الكبير في الوسط
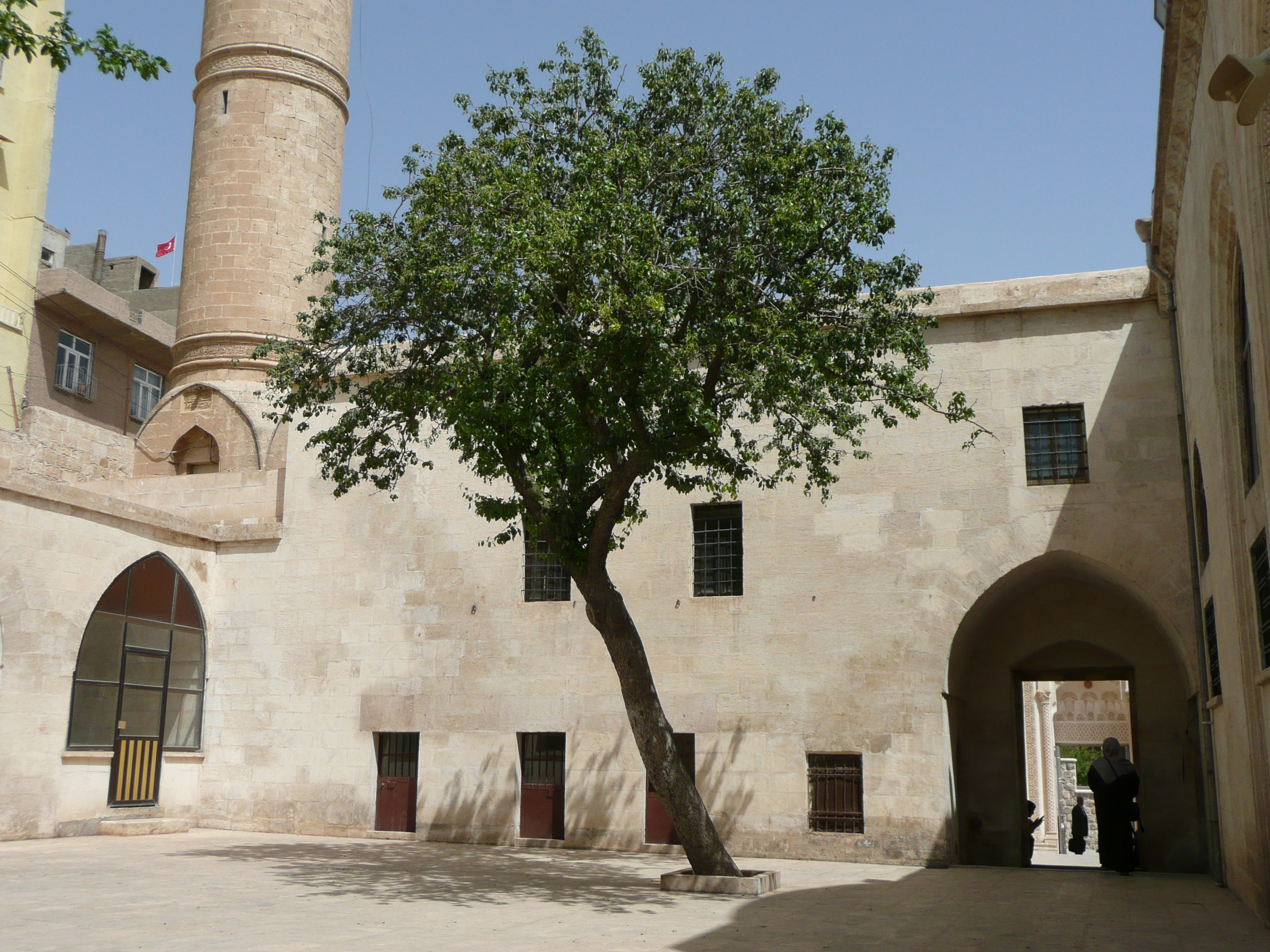
مسجد عبد اللطيف (القرن الرابع عشر)

الآثار المسيحية في محافظة ماردين
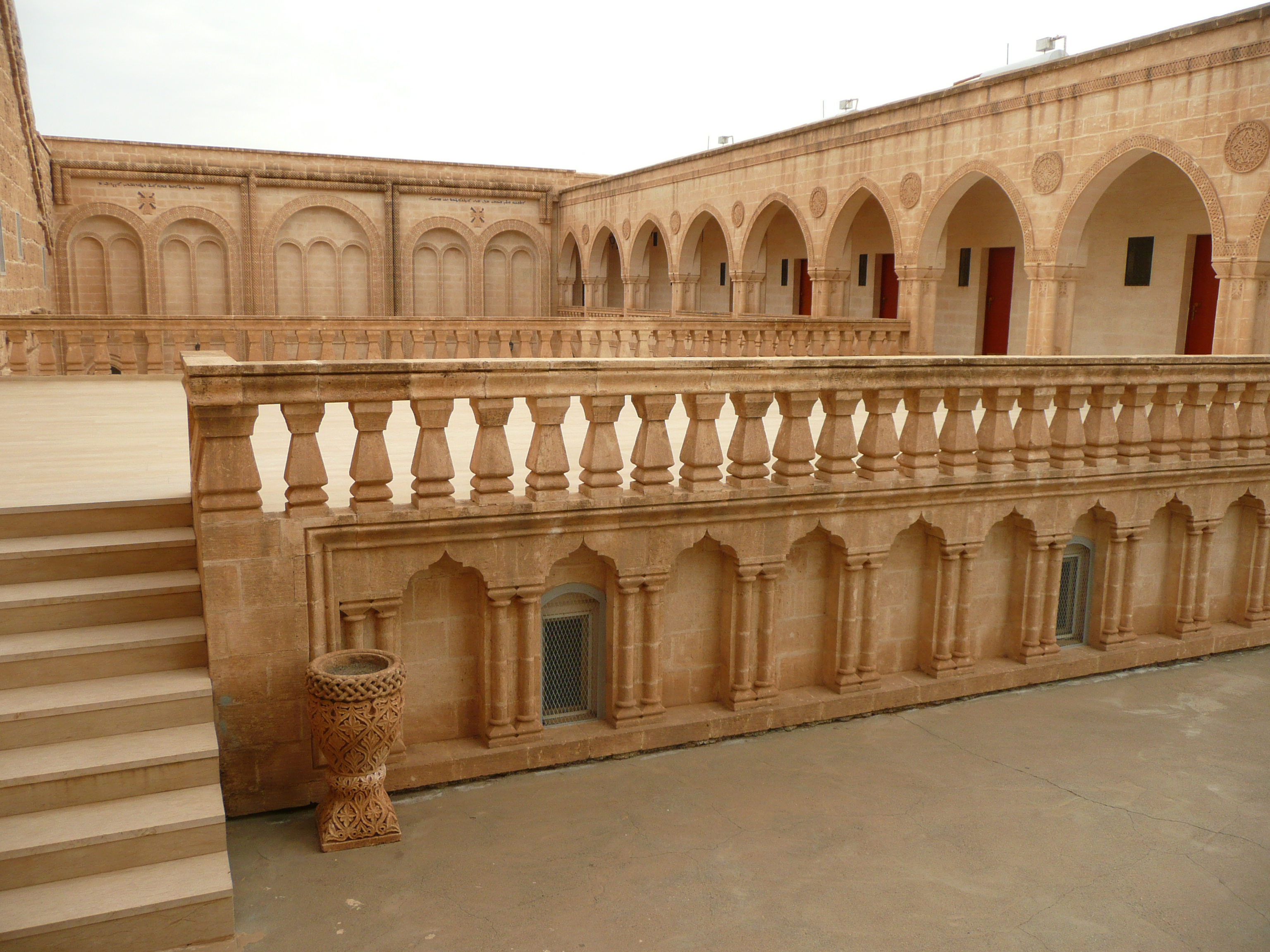
دير مار كبرئيل
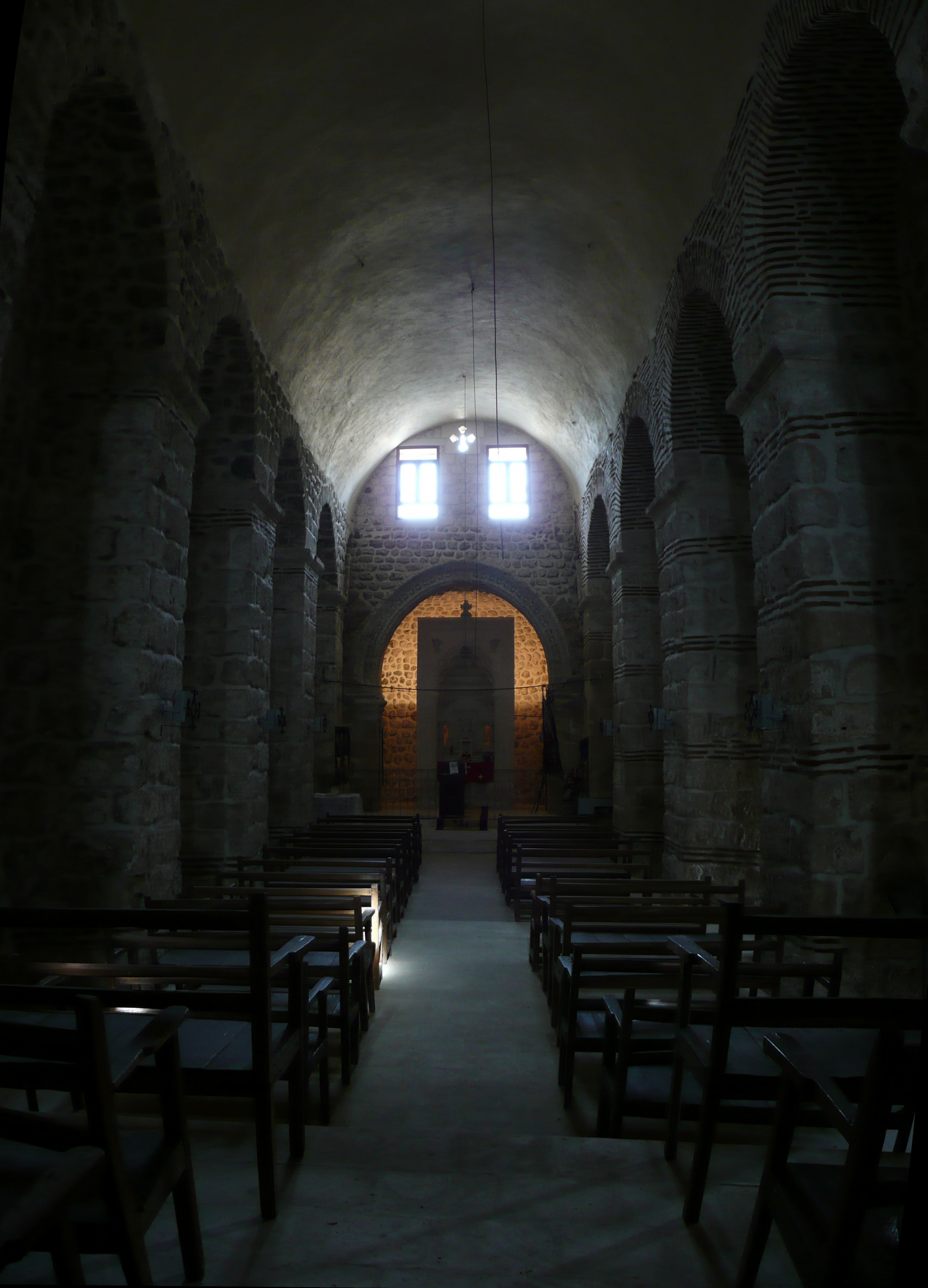
كنيسة مور يوهانون
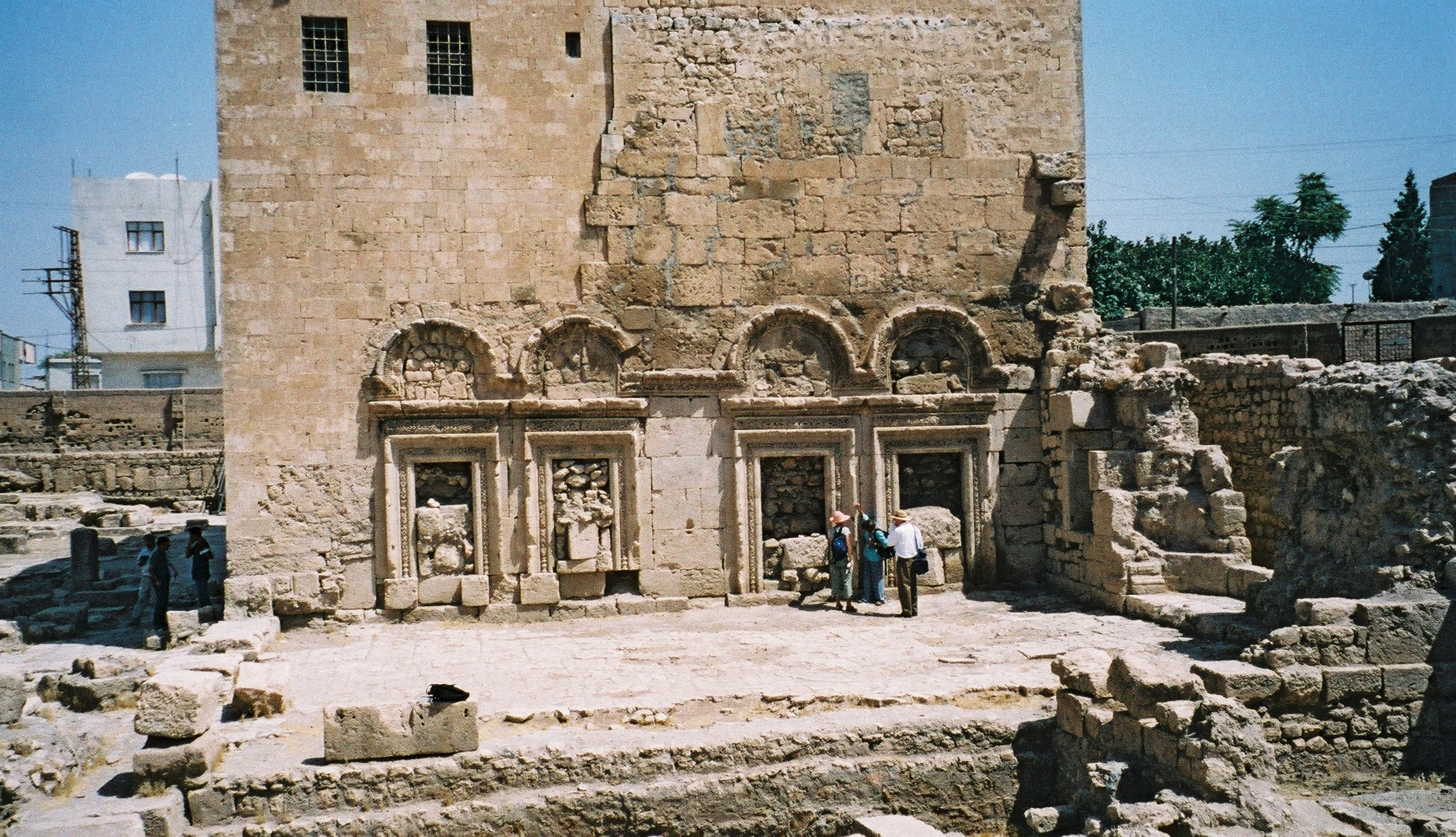
كنيسة مار يعقوب في نصيبين
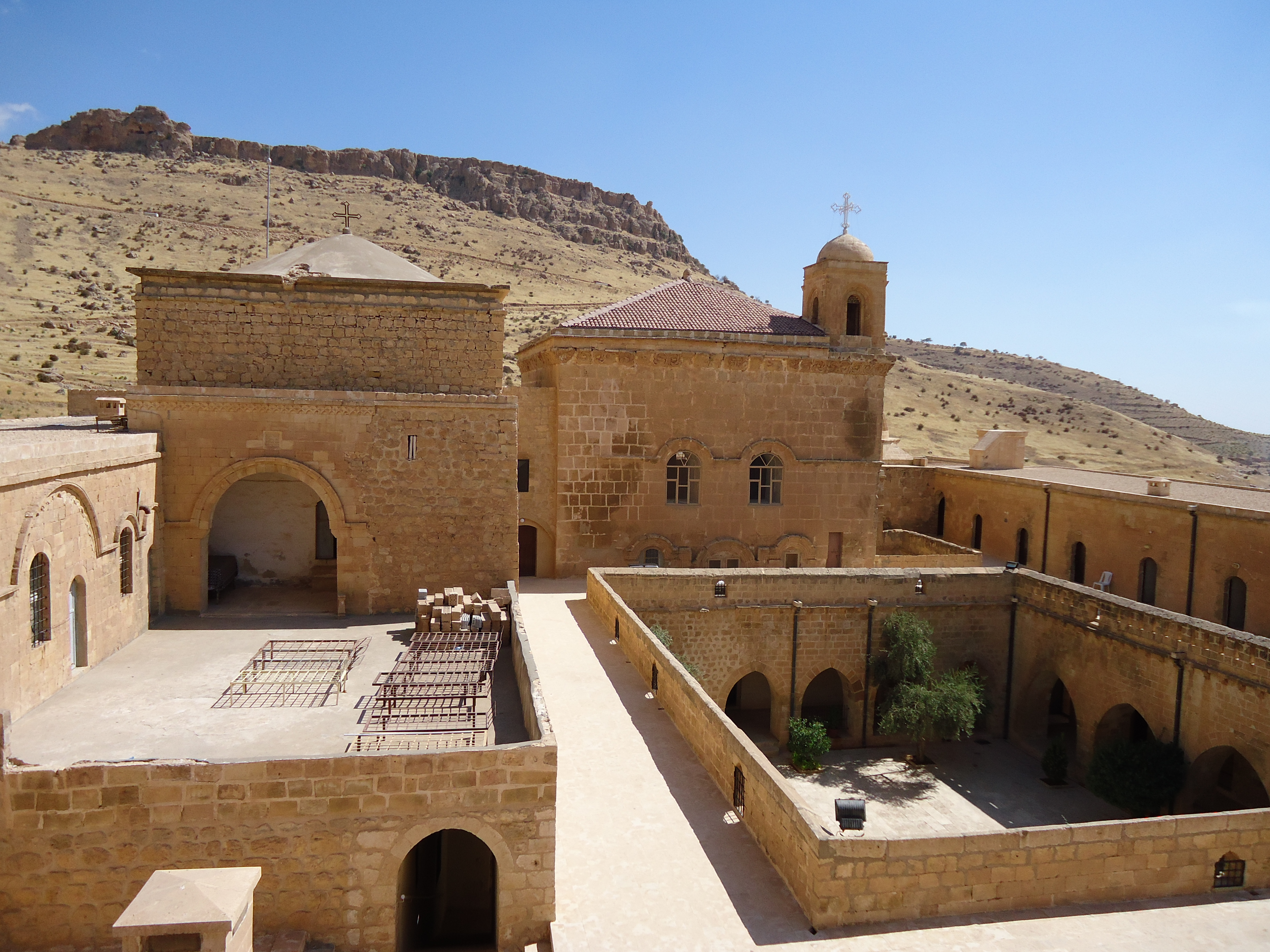
دير الزعفران

## أعلام
- أحمد أراس
- موسى عنتر
- فؤاد دينيز

## بيبلوغرافيا
- Dündar, Fuat (2000), Türkiye nüfus sayımlarında azınlıklar (بالتركية), ISBN:9789758086771